# 日本女子プロレス
日本女子プロレス協会（にほんじょしプロレスきょうかい）は、かつて存在した日本の女子プロレス団体。

## 歴史

### 旗揚げまでの経緯
1954年11月19日から11月26日、蔵前国技館、大阪府立体育館、神戸市立王子体育館、京都アイスパレスで産業経済新聞社主催「世界女子プロレスリング大試合」が開催された。参加選手は以下の通り。
全日本女子レスリング倶楽部
- 猪狩定子（日本初の女子プロレスラー）
- 田山勝美
- 法城寺宏衣

全日本プロレス協会
- 堤麗子

その他
- 橋本雅子
- ミルドレッド・バーク（世界女子王者）
- メイ・ヤング
- リタ・マルチネス
- ルース・ボートキャリー
- グロリア・バラティーニ
- ビバリー・アンダーソン

1955年、女子プロレス団体を統括するコミッション組織「日本女子プロレスリング連盟」が発足された。9月10日と9月11日、両国メモリアルホールで「全日本女子プロレスリング王座決定トーナメント」が開催された。参加選手は以下の通り。
全日本女子レスリング倶楽部
- 猪狩定子
- 田山勝美
- 法城寺宏衣
- 香取由美子

東京ユニバーサル女子プロレス団
- 豊田善美
- 大井のり子
- 久保とも子
- 平戸すみ子

全日本女子プロレス協会
- 山本芳子
- 吉葉礼子
- 双見和子
- 双見照子
- 東富士子
- 奄美百合子
- 佐々木一恵

東洋女子プロレス協会
- 立花蓉子
- 小畑紀代（小畑千代の妹）
- 伊藤静江

広島女子プロレスチーム
- 吉川律子

試合はシングルマッチが1本勝負、タッグマッチが3本勝負で行われて以下の選手が初代王者に就いた。
- 日本女子ライトヘビー級王座 : 山本芳子
- 日本女子ミドル級王座 : 東富士子
- 日本女子ライト級王座 : 久保とも子
- 日本女子フェザー級王座 : 小畑紀代
- 日本女子バンタム級王座 : 立花蓉子
- 日本女子フライ級王座 : 吉川律子
- 日本女子ミドル級タッグ王座 : 豊田善美&大井のり子
- 日本女子ライト級タッグ王座 : 猪狩定子&田山勝美

大会は大盛況で終えたが女子プロレス団体の乱立、興行の連発で日本の女子プロレス界は衰退が続いた。

### 旗揚げ
1967年4月19日、右翼活動家の万年東一が音頭を執り、全日本女子プロレス協会でレフェリーとコーチを務めていた松永高司、柔拳の創始者である中村守恵が乱立する女子プロレス団体を統合して日本女子プロレス協会を設立。4月29日、台東区体育館で旗揚げ戦「日本選手権シリーズ」を開催。しかし、最初のシリーズを終えた後、松永と中村が方向性の違いで対立して選手は松永派と中村派に分裂する。それまでの、お色気的見世物だった女子プロレスをスポーツライクなものに仕上げたが、選手の環境は劣悪なもので練習場は六番町にあった事務所の駐車場で砂利の上にマットを並べただけのものだった。7月29日、練習生が後頭部を強打して死亡する事故も起きた。

### NWAとの業務提携
1968年、NWAとの業務提携を発表。NWA世界女子王者のファビュラス・ムーラを迎えて「世界選手権シリーズ」を開催。3月10日、東大阪市体育館で巴幸子がムーラの持つNWA世界女子王座に挑戦して王座を獲得。巴が日本初の世界女子王者となるなど盛り上がりを見せた。

### 所属選手の大量離脱
同年、松永が退社、巴、京愛子、山口洋子、宮本芳子、本堂活子、岡田京子、遠藤恵子、柳みゆき、奄美百合子、赤木まり子が退団して全日本女子プロレスを設立。

### テレビ中継を開始
同年、東京12チャンネルがテレビ中継を決定。出鼻を挫かれた形となったがフリーの選手、引退状態にあった選手を集めて再出発を果たした。NWAは松永が引き続き名義人だったため、NWAを脱退していたWWWFとの業務提携を発表。11月6日、蔵前国技館で小畑千代がムーラの持つIWWA世界王座に挑戦したが両者リングアウトによる引き分けでムーラが防衛に成功。この試合は11月21日に特番として放送されて開局以来となる22.4％の高視聴率を記録。12月5日、東京12チャンネルでレギュラー番組「女子プロレス中継 世界選手権シリーズ」がスタート。11月29日、浜松市体育館で小畑がムーラの持つIWWA世界王座に挑戦して王座を獲得。

### 崩壊
1970年、テレビ中継が終了すると選手の退団が相次いだ。
1972年、崩壊。

### 崩壊後
1974年、東京12チャンネルが国際プロレスにレギュラー放送する条件として女子部を設けることを提言。これにより、元日本女子の千草京子、小畑千代、佐倉輝美が国際プロレスに入団して女子部が発足された。
1979年、日本女子の系譜は東京12チャンネルで放送された「激突!女子格闘技大戦争」で元日本女子の千草京子、元全日本女子の佐々木順子と阿蘇しのぶが旗揚げしたニューワールド女子プロレスに引き継がれた。
1980年代から1990年代にかけて活動していたジャパン女子プロレスには阿蘇が覆面レスラー「ザ・スナイパー」として参加。そのため、ジャパン女子が分裂して旗揚げされたJWP女子プロレス、LLPW、PURE-J女子プロレスも日本女子の系譜を持つと言っても差し支えない。また、平成に入ってから旗揚げされた多くの女子プロレス団体も元全日本女子と元ジャパン女子の選手が主体となって興されており、人脈的に辿れば大半の女子プロレス団体が日本女子に行き着くことになる。

## 所属選手
- 巴幸子
- 京愛子
- 山口洋子
- 津山礼子
- 千草京子
- 宮本芳子
- 本堂活子
- 岡田京子
- 遠藤恵子
- 関ひろ子
- 小畑千代
- 佐倉輝美
- 有田ゆき
- 柳みゆき
- 仲みどり
- 小峰ルミ
- 奄美百合子
- 赤木まり子
- 花井かおり
- 若葉かおる
- 中島まゆみ
- 大原しのぶ
- 香川なぎさ
- 月田ヒロミ
- エオマップ・ピリカ